# Pakobra páskovaná
Pakobra páskovaná (Notechis scutatus) je prudce jedovatý had z čeledi korálovcovitých. Žije především v Austrálii a na přilehlých ostrovech. Ohledně taxonomie rodu pakobra i druhu pakobra páskovaná panují jisté nejasnosti.

## Popis
- délka: 0,9–2,5 m

Pakobry mají tupou hlavu a poměrně robustní tělo. U některých poddruhů hlava prakticky splývá s tělem, u jiných je výrazněji vydělená. Kresbu těla tvoří množství svislých pruhů různé výraznosti, které připomínají tygří kresbu. V angličtině je proto had nazýván tiger snake. Barva je velmi variabilní od tmavě hnědé, hnědo-oranžové, přes olivovou až po krémově žlutou. (Pod)druh pakobra černá (Notechis ater ater) je celý černý. V případě nebezpečí může had horní část těla zploštit a vytvořit jakousi kápi podobně jako to dělají kobry. Proto také český název pakobra.

## Areál rozšíření
Vyskytuje se zejména jižních oblastech Austrálie (Západní Austrálie, Jižní Austrálie, jižní Queensland, Nový Jižní Wales, Victoria), pobřežních ostrovech a v Tasmánii. Hadi žijí především v pobřežních oblastech, v údolích a bažinatých místech.

## Život
Pakobra je aktivní převážně přes den. Jsou-li obzvláště teplé noci, tak i za tmy. Ráda se pohybuje a loví ve vlhkých oblastech – bažiny, jezírka, říční údolí, mořská pobřeží. Její hlavní kořistí jsou žáby. Kromě nich je schopná ulovit i malé hlodavce, ještěrky, ptáky a scinky (např. scinka uťatého). Na jednom z australských ostrovů (Carnac Island) se pakobry specializují na lov mláďat racků. Dospělí racci brání své potomky tak vehementně, že mnoha místním pakobrám vyklovali oči. Ty přesto dále mláďata napadají a požírají – řídí se při tom převážně čichovým vjemem analyzovaným pomocí jazyka.

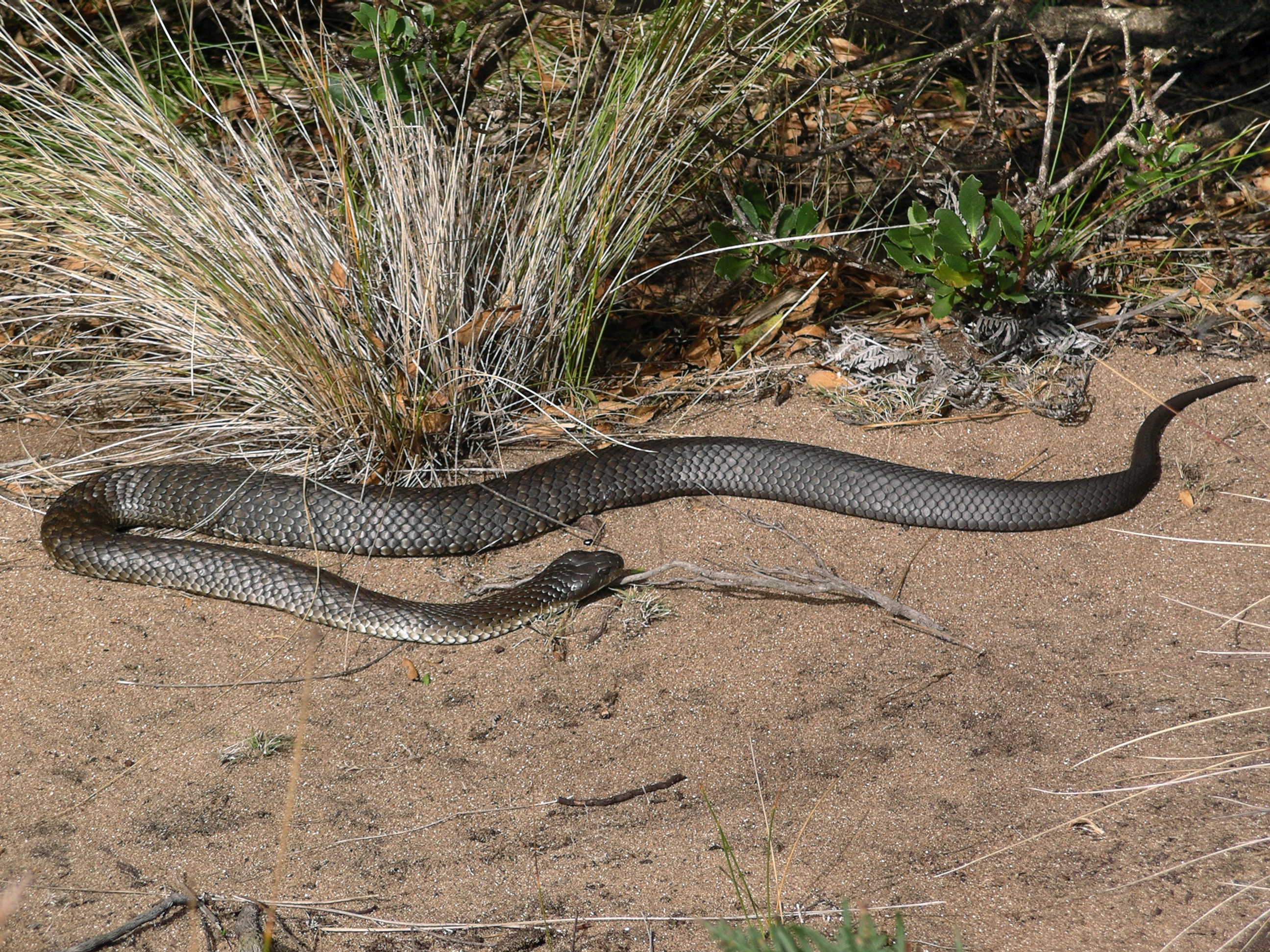
Pakobra z ostrova King Island

## Jed
Pakobra páskovaná je 3. nejjedovatější suchozemský had na světě, hned za australským taipanem a pakobrou druhu Pseudonaja textilis (pakobra východní, v Austrálii nazývaná "brown snake"). Jedová žláza pakober obsahuje asi 35 mg suchého jedu. To je dávka, která je schopna zahubit téměř 10 tisíc myší nebo usmrtit tři osoby o váze 70 kg. LD50 jedu je 0,04–0,12 mg/kg. Jed obsahuje složky neurotoxické a hemokoagulační, plus myotoxiny a enzymy s účinkem hemolytickým. Otrava u člověka se může projevit velmi rychle, často do 5 minut. Začíná bolestmi hlavy, zvracením, snížením tlaku. Zhorší se vidění, oteče jazyk, svaly mohou pomalu vypovídat službu, což se může projevit paralýzou dýchacích orgánů a smrtí. Zároveň může docházet k vnitřnímu krvácení. Nebezpečné je obzvláště krvácení do mozku. Mohou selhat i ledviny. Jako antiséra je potřeba podat TIGER SNAKE ANTIVENOM, POLYVALENT SNAKE ANTIVENOM, SEA SNAKE ANTIVENOM. Předtím je důležité přiložení tlakové imobilizační bandáže.

## Taxonomie
Ohledně taxonomie druhu panují určité nejasnosti. Pakobry patří do čeledi korálovcovitých. V českém prostředí se jako pakobry označují rody Notechis, Austrelaps (někdy nazýván pseudoploskolebec), Demansia, Micropechis, Pseudechis a Pseudonaja se spoustou druhů, regionálních forem a poddruhů. Naproti tomu v anglofonních zemích mají tyto rody jiné pojmenování. Notechis je "Tiger snake", Pseudonaja je "Brown snake", Austrelaps je "Copperhead snake", Demansia je "Whip snake", Pseudechis je "Black snake", Micropechis nemá anglický název (někdy se uvádí jako "small-eyed snake"). Rozdělení rodu Notechis na druhy rovněž není zcela zřejmé. "Integrated Taxonomic Information System" (ITIS) uvádí pouze dva druhy: Notechis ater (Krefft, 1866) a Notechis scutatus (Peters, 1861). V českých názvech se rozlišuje pakobra páskovaná a pakobra černá. Někdy se uvádí, že jde o synonyma pro jeden druh. Naproti tomu "The Reptile Database" uvádí jen jeden druh Notechis scutatus, který má spoustu synonym resp. regionálních forem a dva poddruhy. BioLib zmiňuje několik různých poddruhů.